# Dietrich Gresemund
Dietrich Gresemund (auch: Dietrich Gresemund der Jüngere; * 1477 in Speyer; † 1512 in Mainz) war ein humanistischer deutscher Autor.

## Leben
Sein Vater, der ebenfalls den Namen Dietrich trug, wurde im 15. Jahrhundert in Meschede in Westfalen geboren und studierte, nachdem er in Erfurt den Magister-Grad erlangt hatte, in Italien. Nachdem er in Speyer einen Abschluss als Mediziner erworben hatte, wurde er Hofarzt und Berater des Kurfürsten von Mainz. Zudem verfasste er ein 1490 gedrucktes Pestbüchlein. Als praktizierender Arzt ist Dietrich Gresemund (der Ältere) von 1470 bis 1514 in Mainz nachgewiesen.
In dieser Stadt erlangte Sohn Dietrich als junger Mensch Anerkennung für seine Bildung und seine Talente. Schon 1493 wurde er mit Jakob Wimpheling, Adam Werner von Themar und Johannes Trithemius in Verbindung gebracht, und 1494 erschien seine erste Veröffentlichung. Schon damals nahm ihn Trithemius in seinen Catalogus illustrium virorum mit warmen Lobreden auf, da der Jugendliche viele reife Männer, darunter sogar Doktoren überholt habe.
Nachdem er durch seinen Vater eine ausführliche klassische Ausbildung erlangt hatte und an der Universität von Mainz Vorlesungen in Dialektik belegt hatte, studierte er die Rechte 1495 in Padua und 1497 in Bologna. 1498 erhielt er den Grad eines doctor legum in Ferrara, und 1499 immatrikulierte er sich in Heidelberg. Um 1501 war er in Rom, um Altertümer zu studieren, hatte aber bald genug von der Stadt und schrieb zwei beißende Epigramme auf Alexander VI.
Nach seiner Rückkehr nach Mainz erfuhr er in der ihm verbleibenden kurzen Lebenszeit eine Reihe von Ehrentiteln. 1505 wurde er Kanonikus in Sankt Stephan, 1506 Generalvikar, 1508 Protonotar, und Judex Generalis, 1509 Diffinitor Cleri Minoris in St. Stephan, und 1510 Scholasticus im selben Domkapitel.
Sein erstes Werk hieß Lucubratiunculæ (1494) und war Trithemius gewidmet. Das Buch besteht aus drei Teilen. Der erste, ein Dialog, in denen der Wert der sieben freien Künste diskutiert wird, wurde mit Applaus aufgenommen und mehrfach nachgedruckt. Bemerkenswerterweise enthält dieses Buch das erste Plädoyer aus dem Rheinland für eine Reform des Grammatikunterrichtes. Ein Dialog von 1495 behandelt die Mainzer Fastnacht. Unter den Augen eines strengen Zensors präsentierte er auf einer Synode einen Diskurs über den Lebenswandel des Klerus. Sein längstes Gedicht erzählt auf moralisierende Weise die Geschichte der Verstümmelung eines Kruzifixes durch einen Schauspieler (Historia violatae crucis, geschrieben um 1505, aber erst 1512 erschienen).
Gresemund schrieb Einzelgedichte für die Veröffentlichungen seiner Freunde. Sein Hobby war das Sammeln alter Münzen und Inschriften. 1510 gab er eine Sammlung kurzer Texte über Römische Archäologie heraus. Sein früher Tod infolge eines Eingeweidebruches hinderte ihn an der Veröffentlichung seiner Werke über Altertümer, und die Manuskripte sind verloren gegangen. Erasmus von Rotterdam widmete ihm einen großartigen Tribut in seiner Hieronymus-Ausgabe von 1516, und Hieronymus Gebwiler beschreibt ihn mit den folgenden Worten: „Dietrich war von schlanker Statur und mittlerer Größe mit wohlgeformten Körperteilen, dunklem Haar, grauen Augen, ein ausgeglichener Charakter ohne Hass, ohne Anmaßung, ohne Stolz, ohne Gehabe, sanft in seinen Manieren und wahrheitsliebend.“